# Peter Liu Guandong
Peter Liu Guandong (chiń. 刘冠东; ur. 1919 zm. 28 października 2013) – chiński biskup katolicki.

## Życiorys
Mając 16 lat wstąpił do seminarium, a w 1945 roku w wieku 26 lat został wyświęcony na kapłana. W latach 1955–1957 i 1958-1981 przebywał w więzieniu. Mając 63 lata w 1982 roku otrzymał święcenia biskupie i został mianowany koadiutorem prefekta apostolskiego Yixianu. Sakry udzielił potajemnie bp Francis Zhou Shanfu. W 1988 został ordynariuszem. W 1994 roku doznał wylewu, a następnie trafił do aresztu domowego i trzy lata później z niego uciekł. Zmarł mając 94 lata.